# جدول زمانی فمینیسم
در زیر جدول زمانی تاریخ فمینیسم (به انگلیسی: Timeline of feminism) آورده شده است.

## قرن ۱۸
- ۱۷۰۰: پیشنهادی جدی به زن‌ها برای ارتقای سهم واقعی و بزرگشان و برخی تأملات در باب ازدواج، اثر مری استل منتشر شد.
- ۱۷۶۷: اظهاراتی سست درباره برخی مواضع در کتاب «مبانی فلسفی دولت و جامعه هابز، اثر کاترین مکولی منتشر شد.[۱]
- ۱۷۹۰: «در باب برابری جنسیت‌ها»، توسط  جودیت سارجنت موری منتشر شد.[۲]
- ۱۷۹۱: اعلامیه حقوق زن و شهروند مؤنث، اثر الیمپ دگوژ منتشر شد.
- ۱۷۹۲: احقاق حقوق زنان، اثر مری ولستون‌کرافت منتشر شد.
- ۱۷۹۳: انجمن زنان جمهوری‌خواه انقلابی در فرانسه تأسیس شد.

## قرن ۱۹
- ۱۹۱۱: جهان ساخته دست انسان، اثر شارلوت پرکینز گیلمن منتشر شد.
- ۱۹۱۳، امیلی دیویسون، فعال حق رأی بریتانیایی، جلوی اسب پادشاه دوید و در مسابقه دربی اپسوم مرد.
- ۱۹۱۹: دستمزد مردان و زنان: آیا باید برابر باشد؟ اثر بئاتریس وب منتشر شد.

## دهه ۱۹۲۰
۱۹۲۹: اتاقی از آن خود اثر ویرجینیا وولف منتشر شد.

## دهه ۱۹۴۰
- ۱۹۶۳: رازوری زنانه منتشر شد. این کتاب نوشته بتی فریدان است که به‌عنوان آغازگر موج دوم فمینیسم در ایالات متحده شناخته می‌شود.[۳][۴] موج دوم فمینیسم دوره‌ای از فعالیت و تفکر فمینیستی بود که از اوایل دهه ۱۹۶۰ در ایالات متحده آغاز شد و در سراسر جهان غرب و فراتر از آن گسترش یافت. در ایالات متحده این جنبش تا اوایل دهه ۱۹۸۰ ادامه یافت.[۵]
- فمینیسم سیاه‌پوستی در واکنش به تبعیض جنسی جنبش حقوق مدنی و نژادپرستی جنبش فمینیستی رایج شد.
- فمینیسم چاق در اواخر دهه ۱۹۶۰ سرچشمه گرفت. فمینیسم چاق یک جنبش اجتماعی است که مضامین فمینیستی برابری، عدالت اجتماعی و تحلیل فرهنگی را بر اساس وزن، منحنی‌ها و ظاهر کلی یک زن یا یک فرد زنانه کوئیر در خود جای داده است.[۶]
- فمینیسم رادیکال در ایالات متحده ظهور کرد.[۷] دیدگاهی در درون فمینیسم است که خواستار تجدید نظم بنیادین جامعه است که در آن برتری مرد در تمام زمینه‌های اجتماعی و اقتصادی حذف شود.[۸] فمینیست‌های رادیکال همچنین تشخیص می‌دهند که تجربیات زنان با توجه به دیگر تقسیم‌بندی‌های جامعه مانند نژاد و گرایش جنسی متفاوت است.[۹][۱۰]
- ۱۹۶۷: «نارضایتی زنان» نوشته جوک کول اسمیتز منتشر شد.[۱۱] انتشار این مقاله به‌عنوان آغاز موج دوم فمینیسم در هلند در نظر گرفته می‌شود.[۱۲] اسمیت در این مقاله به تشریح ناامیدی زنان متأهل می‌پردازد و می‌گوید آن‌ها از این‌که تنها مادر و خانه‌دار باشند خسته شده‌اند.
- ۱۹۶۹: فمینیسم چیکانا، یک جنبش اجتماعی سیاسی در ایالات متحده است که تلاقی‌های تاریخی، فرهنگی، معنوی، آموزشی و اقتصادی زنان مکزیکی-آمریکایی را که به‌عنوان چیکانا شناخته می‌شوند، تجزیه و تحلیل می‌کند. کنفرانس آزادی جوانان چیکانو در سال ۱۹۶۹ جنبش چیکانو و در نهایت MEChA را آغاز کرد. در این کنفرانس، زنان شروع به درگیر شدن در گفتگوی مردانه برای رسیدگی به نگرانی‌های فمینیستی کردند. پس از کنفرانس، زنان به‌عنوان فعال به جوامع خود بازگشتند و بدین ترتیب جنبش فمینیستی چیکانا را آغاز کردند.[۱۳]

## دهه ۱۹۷۰
- جنبش فمینیستی یهودی را می‌توان در اوایل دهه ۱۹۷۰ در ایالات متحده جستجو کرد. به گفته جودیت پلاسکو، نارضایتی اصلی فمینیست‌های یهودی اولیه حذف زنان از گروه دعای مردان، معافیت زنان ۶۱۳ فرمان تورات بود.[۱۴]
- در دهه ۱۹۷۰، نظریه‌پردازان فمینیست فرانسوی با مفهوم نوشتار زنانه به فمینیسم نزدیک شدند.[۱۵]
- اصطلاح فمینیسم ماتریالیستی در اواخر دهه ۱۹۷۰ ظهور کرد. فمینیسم ماتریالیستی سرمایه‌داری و مردسالاری را به عنوان محوری در درک ستم بر زنان برجسته می‌کند. در فمینیسم ماتریالیستی، جنسیت به‌عنوان یک ساختار اجتماعی در نظر گرفته می‌شود و جامعه نقش‌های جنسیتی مانند بچه‌دار شدن را به زنان تحمیل می‌کند. دیدگاه ایدئال فمینیسم ماتریالیستی جامعه‌ای است که در آن با زنان از نظر اجتماعی و اقتصادی مانند مردان رفتار شود. این نظریه به جای جستجوی دگرگونی در درون نظام سرمایه‌داری، بر تغییرات اجتماعی متمرکز است.[۱۶]

## دهه ۱۹۸۰
- جنبش رادیکال لزبینها یک جنبش لزبین فرانسوی زبان است که تقریباً مشابه جدایی‌طلبی لزبین انگلیسی‌زبان است. این جنبش با الهام از نوشته‌های فیلسوف مونیک ویتگ[۱۷] در اوایل دهه ۱۹۸۰ در فرانسه سرچشمه گرفت و به زودی در استان کبک کانادا گسترش یافت.
- در ترکیه[۱۸] و اسرائیل،[۱۹] فمینیسم موج دوم در دهه ۱۹۸۰ آغاز شد.
- فمینیسم تفاوت‌گرا توسط فمینیست‌ها در دهه ۱۹۸۰ توسعه یافت، که واکنشی بود به فمینیسم لیبرال (فمینیسم برابری)، که بر شباهت‌های بین زنان و مردان به‌منظور استدلال برای رفتار برابر با زنان تأکید می‌کند. فمینیسم تفاوت‌گرا اگرچه همچنان در جهت برابری زن و مرد است، اما بر تفاوت‌های زن و مرد تأکید می‌کند و استدلال می‌کند، برای این‌که زن و مرد و ارزش‌های مردانه و زنانه به یکسان رفتار شود، همسانی یا یکسانی لازم نیست.[۲۰] فمینیسم لیبرال قصد دارد جامعه و قانون را از نظر جنسیتی خنثی کند، زیرا به رسمیت شناختن تفاوت جنسیتی را مانعی برای حقوق و مشارکت در لیبرال دموکراسی می‌داند، درحالی‌که فمینیسم تفاوت‌گرا معتقد است که بی‌طرفی جنسیتی به زنان آسیب می‌رساند «چه با وادار کردن آن‌ها به تقلید از مردان، چه با محروم کردن جامعه از مشارکت‌های متمایزشان در جامعه، یا صرفاً با مشارکت دادن مردان در جامعه».[۲۱]
- فمینیسم منصفانه شکلی از فمینیسم لیبرال است که از دهه ۱۹۸۰ مورد بحث قرار گرفته است،[۲۲][۲۳] به‌طور خاص نوعی فمینیسم لیبرال کلاسیک و فمینیسم لیبرترین است.[۲۳][۲۴]

## دهه ۱۹۹۰
- اسطوره زیبایی اثر ناومی ولف منتشر شد.
- فمینیسم موج سوم با ظهور رایت گرررل، خرده‌فرهنگ پانک فمینیستی، در اوایل دهه ۱۹۹۰ در المپیا، واشنگتن شکل گرفت.[۲۵] در سال ۱۹۹۱ آنیتا هیل در واشنگتن دی. سی. به کمیته قضایی سنا که ترکیبی کاملاً مردانه و سفیدپوست داشت شهادت داد که کلارنس توماس، نماینده دیوان عالی ایالات متحده، او را مورد آزار و اذیت جنسی قرار داده است. ربکا واکر به انتصاب توماس با مقاله‌ای در مجله میس، با عنوان «ظهور موج سوم» (۱۹۹۲)، که اصطلاح موج سوم را ابداع کرد، پاسخ داد: «به آن‌ها رأی ندهید، مگر این‌که برای ما [زنان] کار کنند. من فمینیست موج سوم هستم.[۲۶][۲۷] موج سوم بر حذف کلیشه‌های نقش جنسیتی و گسترش فمینیسم در زنان از هر نژاد، طبقه و فرهنگ متمرکز شد.[۲۸][۲۹]

## دهه ۲۰۱۰
- فمینیسم موج چهارم در حدود سال ۲۰۱۲ آغاز شد و با تمرکز بر توانمندسازی زنان[۳۰] و استفاده از ابزارهای اینترنتی،[۳۱] مشخص می‌شود و بر اینترسکشنالیتی متمرکز است.[۳۲]